# Франкфорт (Канзас)
Франкфорт (англ. Frankfort) — місто (англ. city) в США, в окрузі Маршалл штату Канзас. Населення — 730 осіб (2020).

## Географія
Франкфорт розташований за координатами 39°42′15″ пн. ш. 96°25′4″ зх. д. / 39.70417° пн. ш. 96.41778° зх. д. (39.704121, -96.417807).  За даними Бюро перепису населення США в 2010 році місто мало площу 2,62 км², з яких 2,61 км² — суходіл та 0,01 км² — водойми.

## Демографія
Згідно з переписом 2010 року, у місті мешкало 726 осіб у 307 домогосподарствах у складі 195 родин. Густота населення становила 277 осіб/км².  Було 363 помешкання (139/км²).
Расовий склад населення:
| - 98,8 % — білих - 0,6 % — чорних або афроамериканців - 0,1 % — азіатів |

До двох чи більше рас належало 0,6 %. Частка іспаномовних становила 1,2 % від усіх жителів.
За віковим діапазоном населення розподілялося таким чином: 21,5 % — особи молодші 18 років, 50,1 % — особи у віці 18—64 років, 28,4 % — особи у віці 65 років та старші. Медіана віку мешканця становила 47,7 року. На 100 осіб жіночої статі у місті припадало 95,7 чоловіків;  на 100 жінок у віці від 18 років та старших — 91,3 чоловіків також старших 18 років.
Середній дохід на одне домашнє господарство  становив 50 684 долари США (медіана — 44 500), а середній дохід на одну сім'ю — 60 352 долари (медіана — 52 750). За межею бідності перебувало 11,1 % осіб, у тому числі 9,2 % дітей у віці до 18 років та 10,1 % осіб у віці 65 років та старших.
Цивільне працевлаштоване населення становило 305 осіб. Основні галузі зайнятості: освіта, охорона здоров'я та соціальна допомога — 30,2 %, роздрібна торгівля — 18,0 %, виробництво — 17,4 %.